# 1149

## Догађаји
- Цар Манојло I Комнин осваја Крф уз помоћ Млечанаца, који побеђују сицилијанску флоту. Током тромесечне опсаде, византијски адмирал Стефан Контостефанос је убијен каменом баченим катапултом. Манојло припрема офанзиву против Нормана; краљ Руђер II шаље флоту (око 40 бродова) под командом Ђорђа Антиохијског да опљачка предграђа Цариграда.
- Византијски цар Манојло I Комнин (1143—1180) напао је кнежевину Србију рашког жупана Уроша II (око 1145-1162). Према запису Јована Кинама: "ушавши у Далмацију цар разори тврђаву Рас и све успут поплени, небројено мноштво које је начинио робљем остави тамо с посадом Константину, севастоипертату, кога називаху Анђео, а сам је кренуо даље".
- Нур ал-Дин, селџучки владар (атабег) Алепа, напада Антиохију и побеђује крсташе под командом Ремона од Поатјеа код Баграса. Креће се на југ да би опсео тврђаву Инаб, једно од ретких упоришта крсташа источно од реке Оронт. Рејмонд са малом војском (коју подржавају савезници Асасини под командом Алија ибн Вафе) жури у њено спасавање. Нур ал-Дин, погрешно информисан о снази крсташких снага, повлачи се. У ствари, зангидске снаге (око 6.000 људи) бројчано надмашују крсташе са више од четири према један. Против Алијевог савета, Ремон одлучује да појача гарнизон Инаба.
- Април – Краљ Луј VII и краљица Елеонора Аквитанска плове кући у одвојеним сицилијанским бродовима. Док флота обилази Пелопонез (јужна Грчка), нападају је бродови византијске морнарице. Луј наређује да се подигне француска застава и дозвољено му је да настави пловидбу. Али бродови са многим његовим следбеницима и његовим стварима су заробљени и одведени као ратни плен у Цариград.
- 29. јун – Битка код Инаба: Зангидска војска под командом Нур ал-Дина побеђује комбиновану војску Ремона од Поатјеа и убица Алија ибн Вафе код Инаба. Након битке, Нур ал-Дин напада територију Антиохије и заузима тврђаве Артах и Харим. Затим окреће на запад да би се појавио пред зидинама саме Антиохије и пљачка све до Светог Симеона.
- Јул – Краљ Балдуин III добија хитан захтев за помоћ од Антиохије како би се прекинула непотпуна зангидска блокада града. У међувремену, крсташи не успевају да поврате Харим. Нур ал-Дин појачава опсаду Антиохије, али је превелика да би је опколили. Договорено је примирје према којем Харим и даље источна територија остају под селџучком доминацијом.
- 15. јул – Црква Светог Гроба у Јерусалиму је освештана, након реконструкције.
- Италијанске „поморске републике“ Ђенова, Пиза и Венеција финансирају своју растућу трговину унутар и ван Европе – трговину која укључује индустрију оружја за мануфактуре и трговце.
- 24. октобар – Рамон Беренгер IV, гроф Барселоне, осваја Љеиду од Алморавида, након седаммесечне опсаде (као и Фрагу и Мекиненсу).
- Пролеће – Краљ Стивен Енглески опседа Вустер, али не успева да освоји замак због његове јаке одбране. Протерује Вилијама де Бошана, господара града. Стивен гради два утврђења у близини замка како би помогао у нападу.
- Март – Шеснаестогодишњи Хенри II Плантагенет, најстарији син краљице Матилде, искрцава се у Енглеској у другом покушају да преузме енглески престо од Стивена. Путује преко Солсберија и Глостера на север до Карлајла (Шкотска).
- 22. мај – Хенрија Анжујског краљ Давид I проглашава за витеза у Карлајлу. Хенри признаје право шкотског краља на Нортамберланд.
- Ђенова додељује део градских фискалних прихода конзорцијуму поверилаца званом компера, што је први пример консолидације јавног дуга у средњовековној Европи.
- 8. април – Папа Евгеније III се склонио у замак Тускулум где се састао са Лујем VII и Елеонором Аквитанском. Он покушава да поново уједини пар инсистирајући да обнови брак међу њима.

## Смрти
- Ел Хафиз

- Ремон од Поатјеа

- Саиф ад-Дин Гази I

- 28. август — Муин ед Дин Унур, владар Дамаска